# Arbeitsgericht Lauterecken
Das Arbeitsgericht Lauterecken war ein bayerisches Arbeitsgericht mit Sitz in Lauterecken.

## Geschichte
Gemäß Arbeitsgerichtsgesetz vom 23. Dezember 1926 wurden in Deutschland Arbeitsgerichte gebildet. Diese waren nur in der ersten Instanz organisatorisch selbstständige Gerichte, die Landesarbeitsgerichte waren den Landgerichten zugeordnet. Am Landgericht Kaiserslautern entstand so 1927 das Landesarbeitsgericht Kaiserslautern als eines von 23 Landesarbeitsgerichten in Bayern. In Lauterecken entstand das Arbeitsgericht Lauterecken als eines von fünf Arbeitsgerichten des Landesarbeitsgerichts. Sein Sprengel umfasste den Gerichtsbezirk des Amtsgerichts Lauterecken. Es bestand eine allgemeine Kammer für Arbeiter und Angestellte und eine Kammer für das Handwerk.
Bereits 1929 wurde die Zahl der Arbeitsgerichte deutlich reduziert. Sowohl das Landesarbeitsgericht Kaiserslautern als auch das Arbeitsgericht Lauterecken wurde zum 1. Januar 1930 aufgehoben. Die Aufgaben des Arbeitsgerichts Lauterecken übernahm das Arbeitsgericht Kusel und dieses war nun dem Landesarbeitsgericht Zweibrücken zugeordnet.